# Tessonnière

Tessonnière este o comună în departamentul Deux-Sèvres, Franța. În 2009 avea o populație de 306 de locuitori.